# Nymphon giraffa
Nymphon giraffa is een zeespin uit de familie Nymphonidae. De soort behoort tot het geslacht Nymphon. Nymphon giraffa werd in 1908 voor het eerst wetenschappelijk beschreven door Loman. 